# SwanCrystal
Lo SwanCrystal (スワンクリスタル?, Suwankurisutaru) è una console portatile prodotta da Bandai, considerata il successore del WonderSwan Color.
Presentata al Tokyo Toy Show 2002, è stata commercializzata in Giappone al prezzo di lancio di 7 800 yen, per competere con il Game Boy Advance. La console si differenzia dal suo predecessore per la presenza di uno schermo TFT LCD a colori.
I colori disponibili per la console, che mantiene l'aspetto e la disposizione dei tasti identica al WonderSwan, sono stati scelti tra otto possibili alternative in base all'esito di un sondaggio promosso sul sito ufficiale.
Lo SwanCrystal è compatibile con i giochi del WonderSwan Color e dell'originale WonderSwan.